# Zbrodnia w Horce
Zbrodnia w Horce – masakra rannych żołnierzy oraz członków wojskowego personelu medycznego 2 Armii Wojska Polskiego dokonana przez żołnierzy niemieckich 26 kwietnia 1945 roku, w ostatnich dniach II wojny światowej, we wsi Horka nieopodal Crostwitz.
Podczas walk na Łużycach w kwietniu 1945 roku polska 9 Dywizja Piechoty zdołała się przedrzeć na przedpola Drezna, jednakże wkrótce znalazła się w okrążeniu. Rozkaz zawrócenia na wschód i dołączenia do głównych sił 2 Armii WP okazał się spóźniony, a w dodatku mapa z rozrysowaną marszrutą dywizji przypadkowo wpadła w ręce Niemców. W trakcie odwrotu 15. samodzielny batalion sanitarny, który ewakuował rannych z dywizyjnego punktu medycznego, został zaskoczony przez nieprzyjaciela podczas postoju w Horce. Doszło do masakry, w trakcie której żołnierze Dywizji Grenadierów Pancernych „Brandenburg”, wspierani prawdopodobnie przez kolaborantów ze 104 Brygady Przeciwpancernej „Wolna Ukraina”, zamordowali od 150 do 300 Polaków.

## Bitwa pod Budziszynem
W nocy z 10 na 11 kwietnia 1945 roku oddziały 2 Armii Wojska Polskiego zajęły pozycje na wschodnim brzegu Nysy Łużyckiej, luzując sowiecką 13 Armię. W ramach zbliżającej się operacji berlińskiej dowództwo 1 Frontu Ukraińskiego powierzyło polskiemu związkowi operacyjnemu zadanie zdobycia Drezna i dotarcia do Łaby. To samo zadanie otrzymały sąsiadujące z nim związki Armii Czerwonej, tj. 52 Armia i elementy 5 Gwardyjskiej Armii.
13 kwietnia pierwsze pododdziały 2 Armii WP przystąpiły do działań bojowych, których celem było rozpoznanie pozycji przeciwnika i zdobycie przyczółków na zachodnim brzegu Nysy Łużyckiej. 16 kwietnia o poranku do natarcia przystąpiły główne siły armii. Po trzech dniach zaciekłych walk Polacy zdołali przełamać główną rubież niemieckiej obrony, wdzierając się na głębokość około 30 kilometrów w pasie natarcia o szerokości 13 kilometrów. Możliwe stało się przejście do działań pościgowych.
Wkrótce sytuacja 2 Armii WP zaczęła się jednak komplikować. Niemiecka Grupa Armii „Środek” dowodzona przez feldm. Ferdinanda Schörnera szykowała bowiem kontruderzenie z okolic Görlitz i Löbau na lewe skrzydło 1 Frontu Ukraińskiego. Tymczasem marsz. Iwan Koniew i jego sztabowcy, pochłonięci ofensywą na kierunku berlińskim, zlekceważyli rysujące się na południu zagrożenie. 1 Gwardyjski Korpus Kawalerii, który pierwotnie miał uderzać w kierunku południowo-zachodnim, z zadaniem wejścia na tyły GA „Środek” i związania jej odwodów, został w nocy z 16 na 17 kwietnia skierowany na północny zachód. Również 4 Gwardyjski Korpus Pancerny, który pierwotnie miał uczestniczyć w ofensywie na Drezno, został w drugim dniu operacji przekierowany na północny zachód. Na kierunku berlińskim zaangażowano ponadto większość sił 2 Armii Lotniczej, przez co Luftwaffe zyskała panowanie w powietrzu nad Łużycami. Co gorsza, oddziały 52 Armii, która docelowo miała nacierać na lewej flance 2 Armii WP, zostały zablokowane przez Niemców na przyczółkach na zachodnim brzegu Nysy Łużyckiej. Front zdołały przełamać jedynie 7 Gwardyjski Korpus Zmechanizowany i 254 Dywizja Strzelecka (tzw. zgrupowanie Korczagina), które wkrótce uwikłały się jednak w zacięte walki miejskie w Budziszynie.
W trzecim dniu operacji dowódca 2 Armii WP gen. Karol Świerczewski zdał sobie sprawę z rysującego się na lewym skrzydle zagrożenia. Udało mu się wyjednać w dowództwie 1 Frontu Ukraińskiego zgodę na chwilowe przejście do defensywy. Natarcie w kierunku Drezna kontynuowały tylko 9 DP i 3 BPanc wraz z kilkoma mniejszymi jednostkami, podczas gdy 1 KPanc wraz z 8 DP i całą armijną artylerią zostały obrócone frontem na południe. Dzięki tym posunięciom pierwsze niemieckie uderzenie na lewe skrzydło 2 Armii WP, przeprowadzone 18–20 kwietnia na południe od Niesky, zostało przez Polaków odparte.
Po tym niepowodzeniu feldm. Schörner postanowił przesunąć oś natarcia nieco bardziej na zachód, w kierunku Weißenbergu i Budziszyna. Tymczasem przed świtem 21 kwietnia marsz. Koniew niespodziewanie rozkazał, by 1 KPanc wraz z trzema dywizjami piechoty wznowiły ofensywę na Drezno. Na skutek tego rozkazu 2 Armia WP podzieliła się na dwa zgrupowania, między którymi powstała szybko powiększająca się luka. W dodatku zarówno sowiecki wywiad, jak i gen. Świerczewski nie byli świadomi, iż przeciwnik szykuje kontruderzenie także z kierunku północnego, z okolic Spreefurtu i Boxbergu.
W konsekwencji rozpoczęta 21 kwietnia niemiecka kontrofensywa doprowadziła do rozpołowienia 2 Armii WP. Rozbity został sztab 5 DP, a także 16 BPanc i 14 BAPpanc. Inne polskie związki taktyczne również poniosły ciężkie straty. W tej krytycznej sytuacji oddziały 2 Armii WP zaczęły się koncentrować w rejonie Budziszyna. Celem tego manewru było zatrzymanie natarcia GA „Środek” oraz odblokowanie resztek odciętego w mieście zgrupowania Korczagina.

## Masakra kolumny sanitarnej w Horce

### Walki 9 DP na przedpolach Drezna
Na wieść o sukcesach niemieckiej kontrofensywy szef sztabu 1 Frontu Ukraińskiego gen. Iwan Pietrow zgodził się zatrzymać natarcie na Drezno i zawrócić pod Budziszyn 1 KPanc wraz z 8 DP i większością armijnej artylerii. Sowiecki generał zdawał sobie jednak sprawę, że dotarcie do Łaby jest dla Stalina politycznym priorytetem. Dlatego rozkazał, by 9 DP wraz z towarzyszącymi oddziałami – częścią 9 BAPpanc, 30 bsap, 44 pah i 69 paplot – pozostały na swoich dotychczasowych pozycjach.
Tymczasem od 22 kwietnia 9 DP toczyła walki na przedpolach Drezna. W ciągu czterech dni luka między dywizją, a głównymi siłami armii osiągnęła szerokość 40 kilometrów. W lukę tę wdzierały się niemieckie oddziały. Znalazłszy się w częściowym okrążeniu, 9 DP zajęła pozycje obronne w trójkącie Radeberg – Pulsnitz – Breting. Polskie oddziały wkrótce zaczęły odczuwać niedobór amunicji i paliwa. Jednocześnie musiały odpierać ataki przeciwnika, który usiłował za wszelką cenę zniszczyć wysunięte polskie zgrupowanie i tym samym zlikwidować bezpośrednie zagrożenie dla stolicy Saksonii. Szczególnie zaciekłe zmagania toczyły się o Großröhrsdorf i Breting. W nocy z 24 na 25 kwietnia, odbiwszy pierwsze z tych miasteczek, Niemcy zamordowali 23 ciężko rannych w zdobytym punkcie medycznym 1. batalionu 26 pp (według Leszka Kani zginęli również członkowie personelu medycznego, którzy pozostali przy rannych).
Ostatecznie wobec trudnej sytuacji głównych sił armii, które odpierały ataki Schörnera na północ od Budziszyna, gen. Świerczewski rozkazał 9 DP wycofać się spod Drezna i dołączyć do reszty polskiego zgrupowania. Ze stosownym rozkazem do kwaterującego w Pulsnitz sztabu dywizji został wysłany oficer łącznikowy mjr Konstantin Fiedosiejew. Przekazawszy rozkaz, major postanowił – mimo ostrzeżeń ze strony polskich oficerów – wrócić do armijnego sztabu częściowo obsadzoną przez Niemców autostradą. W rezultacie w drodze powrotnej jego samochód został ostrzelany przez nieprzyjaciela. Kierowca przeżył i zdołał uciec, jednakże Fiedosiejew został zabity na miejscu. Przy jego zwłokach Niemcy znaleźli mapę z rozrysowaną trasą odwrotu 9 DP.

### Przebieg zbrodni
W momencie, gdy 9 DP szykowała się do odwrotu, jej dywizyjny punkt medyczny (DMP) był rozwinięty w Pulsnitz. Pod opieką wojskowego personelu medycznego znajdowało się 282 rannych. Płk Aleksander Łaski odpowiedzialnymi za ich bezpieczeństwo uczynił swojego szefa sztabu płk. Grzegorza Kuczmistego oraz zastępcę ds. tyłowych ppłk. W. Jóźwienkiewicza. Ten ostatni był oficerem, który wydał oficjalny rozkaz ewakuacji DMP z Pulsnitz.
Niektóre źródła sugerują, że Horka – niewielka wieś leżąca kilka kilometrów od Crostwitz – miała w myśl rozkazów ppłk. Jóźwienkiewicza stać się tymczasowym miejscem postoju DMP. Inni autorzy podają natomiast, że ranni i personel medyczny mieli docelowo zostać ewakuowani do położonej dalej na północny wschód Königswarthy. Stosowny plan ewakuacji miał przewidywać, że 15. samodzielny batalion sanitarny (15. sbs) będzie się przemieszczać na wschód bocznymi drogami i leśnymi duktami – przez Elstrę, Panschwitz i Kuckau, wspomnianą Horkę oraz Neschwitz.
15. sbs miał na wyposażeniu przede wszystkim wozy konne, stąd ppłk. Jóźwienkiewicz przydzielił mu jako wsparcie 13. kompanię samochodową. Tym samym kolumna ewakuacyjna składała się z około 15–20 samochodów ciężarowych, którym towarzyszyły wozy konne oraz jeden samochód osobowy. Na pojazdy załadowano ponad 300 osób, w tym 282 rannych. Jednocześnie zostały one oznaczone symbolami Czerwonego Krzyża. Niektórzy autorzy podają, że dowództwo 9 DP przydzieliło 15. sbs jako eskortę jedną kompanię piechoty lub „wzmocnioną kompanię rozpoznawczą”. Zbigniew i Krzysztof Kopocińscy twierdzą natomiast, że kolumna sanitarna poruszała się bez eskorty, co uznają za „niewybaczalny błąd” ppłk. Jóźwienkiewicza oraz innych oficerów odpowiedzialnych za ewakuację rannych.
Leszek Kania podaje, że 15. sbs wraz z rannymi wyruszył z Pulsnitz już o świcie 26 kwietnia – jako pierwsza z jednostek 9 DP. Edmund Ginalski twierdził z kolei, że ze względu na konieczność przygotowania samochodów do transportu rannych wyjazd kolumny nastąpił dopiero po 16:00 (co jest jednak sprzeczne z relacjami mieszkańców Horki). Zbigniew i Krzysztof Kopocińscy przypuszczają natomiast, że 15. sbs wyruszył z Pulsnitz o 12:00 lub niedługo później. Godzinę 12:00 jako moment rozpoczęcia ewakuacji rannych wskazuje również Jacek Domański.
Około godziny 15:00 – 16:00 (według Kani – „w samo południe”) polska kolumna zatrzymała się na postój w Horce. Samochody i wozy konne stanęły na całej długości szosy, która przebiegała przez wieś. Ciężko rannych wyniesiono z pojazdów i złożono na centralnym placu, nieopodal pomnika ku czci poległych w I wojnie światowej. Przystąpiono do zmieniania opatrunków, wydano także posiłek. W opiece nad rannymi i przygotowaniu posiłku pomagało Polakom wielu spośród zamieszkujących we wsi Serbołużyczan.
Między 17:00 a 18:00, od strony Jeßnitz lub Crostwitz, niespodziewanie nadjechały niemieckie czołgi i transportery opancerzone. Wieś znalazła się pod gwałtownym ostrzałem z dział, granatników i broni maszynowej. W polskiej kolumnie zapanował chaos. Sanitariusze usiłowali pośpiesznie załadować rannych na samochody i wozy konne. Ucieczka powiodła się jednak tylko 3–4 samochodom, które zaparkowały na północno-zachodnim krańcu wsi, od strony Doberschütz. Kolejny podążający w ślad za nimi pojazd został ostrzelany i stanął w płomieniach. W konsekwencji biegnąca przez wieś droga została zablokowana. Także na przeciwległym krańcu wsi kilka samochodów zdołało zawrócić i odjechać w kierunku Pulsnitz, jednakże niedługo później wpadły one w niemiecką zasadzkę na szosie między Elstrą a Obersteiną. Nieprzyjaciel spalił wszystkie pojazdy i wymordował znajdujących się na nich rannych. Masakrę przeżył tylko jeden z kierowców, szer. Stanisław Bagny.
Tymczasem polskie pojazdy, które pozostały w Horce, znalazły się pod silnym ostrzałem. Nieprzyjaciel nie zważał na fakt, że były one wyraźnie oznaczone znakami Czerwonego Krzyża. Część pojazdów stanęła w ogniu, a przewożeni nimi ciężko ranni spłonęli żywcem. Spanikowane konie wywracały furmanki wraz z rannymi. Sanitariusze i kierowcy, uzbrojeni wyłącznie w broń ręczną, usiłowali podjąć walkę, lecz ich opór został szybko złamany. Niektórzy z lżej rannych, zdolni do poruszania się o własnych siłach, zdołali uciec z Horki. Wielu jednak schwytano i zabito uderzeniami kolb karabinowych. Po zajęciu wsi Niemcy oraz towarzyszący im wschodnioeuropejscy kolaboranci zamordowali rannych, którzy leżeli w niespalonych pojazdach oraz przystąpili do metodycznego wyłapywania i mordowania Polaków, którzy ukryli się w zabudowaniach Horki.

Zabijano wszystkich: rannych, chorych, pielęgniarki i lekarzy. Nie zwracano żadnej uwagi na oznaczenia wozów czerwonym krzyżem chronionych umową międzynarodową. Zabijano w sposób barbarzyński; wyrzucano z wozów, bito kolbami, szarpano rannych, wleczono po ziemi, strzelano im w tył głowy. To była nieludzka masakra.

Na skraju wsi wzięto do niewoli kilku polskich żołnierzy, w tym kapelana 9 DP ks. kpt. Jana Rdzanka. Po krótkim przesłuchaniu zostali oni zamordowani strzałami w potylicę. Postrzał, który otrzymał kapelan, nie okazał się jednak śmiertelny. Pod osłoną nocy ranny ks. Rdzanek zdołał uciec z miejsca kaźni, a następnego poranka natrafił na wycofujący się polski oddział. Historia jego ocalenia odbiła się głośnym echem w szeregach 9 DP.
W czasie masakry niektórzy mieszkańcy wsi usiłowali ratować Polaków. Ocalony został m.in. nieznany z nazwiska polski oficer, którego ukryła w swej piwnicy Agnes Müller. Próba udzielenia pomocy zakończyła się natomiast tragicznie dla rodziny Zschornack. Wszyscy jej członkowie, nie wyłączając małych dzieci, zostali zamordowani przez niemieckich żołnierzy, po tym, gdy podczas przeszukania domu znaleziono ukrytego pod łóżkiem rannego Polaka. Do tragicznych wydarzeń doszło również na terenie zagrody należącej do znanej z antynazistowskich poglądów serbołużyckiej rodziny Chěžkec (niem. Keschka). Hana (Anna) Chěžkec i jej córka Lejna (Helene) ukryły w zabudowaniach około dziesięciu rannych Polaków. Gdy do gospodarstwa przybyli niemieccy żołnierze, kobiety nie przyznały się do ukrywania Polaków, niemniej oprawcy odnaleźli większość uciekinierów i natychmiast ich zamordowali. Ocalało tylko dwóch Polaków, którzy ukryli się na strychu. Błędnie zinterpretowawszy rozmowę między kobietami a niemieckimi żołnierzami, uznali, że ich koledzy zostali wydani na śmierć i w nocy – zanim uciekli z Horki – zastrzelili Lejnę Chěžkec.

### Ofiary i sprawcy
Niektórzy polscy autorzy szacowali, że w Horce zostało zamordowanych około 300 rannych żołnierzy oraz członków wojskowego personelu medycznego. Zbigniew i Krzysztof Kopocińscy za bardziej wiarygodną uznają jednak liczbę około 150–200 ofiar. Wśród zabitych znalazło się co najmniej kilku żołnierzy 15. sbs, w tym ordynator plutonu operacyjno-opatrunkowego por. lek. Borys Humiecki oraz starsza siostra chirurgiczna chor. Maria Skórnik.
Leszek Kania odpowiedzialnością za masakrę w Horce obarcza żołnierzy Dywizji Grenadierów Pancernych „Brandenburg”. Zbigniew i Krzysztof Kopocińscy również wskazują, że zbrodni dokonali żołnierze tej dywizji, a konkretnie jej 1. pułk, którym dowodził płk Erich von Brückner. Jednocześnie jako prawdopodobnie współodpowiedzialnych za masakrę wskazują ukraińskich kolaborantów służących w szeregach 104 Brygady Przeciwpancernej „Wolna Ukraina”.

## Epilog

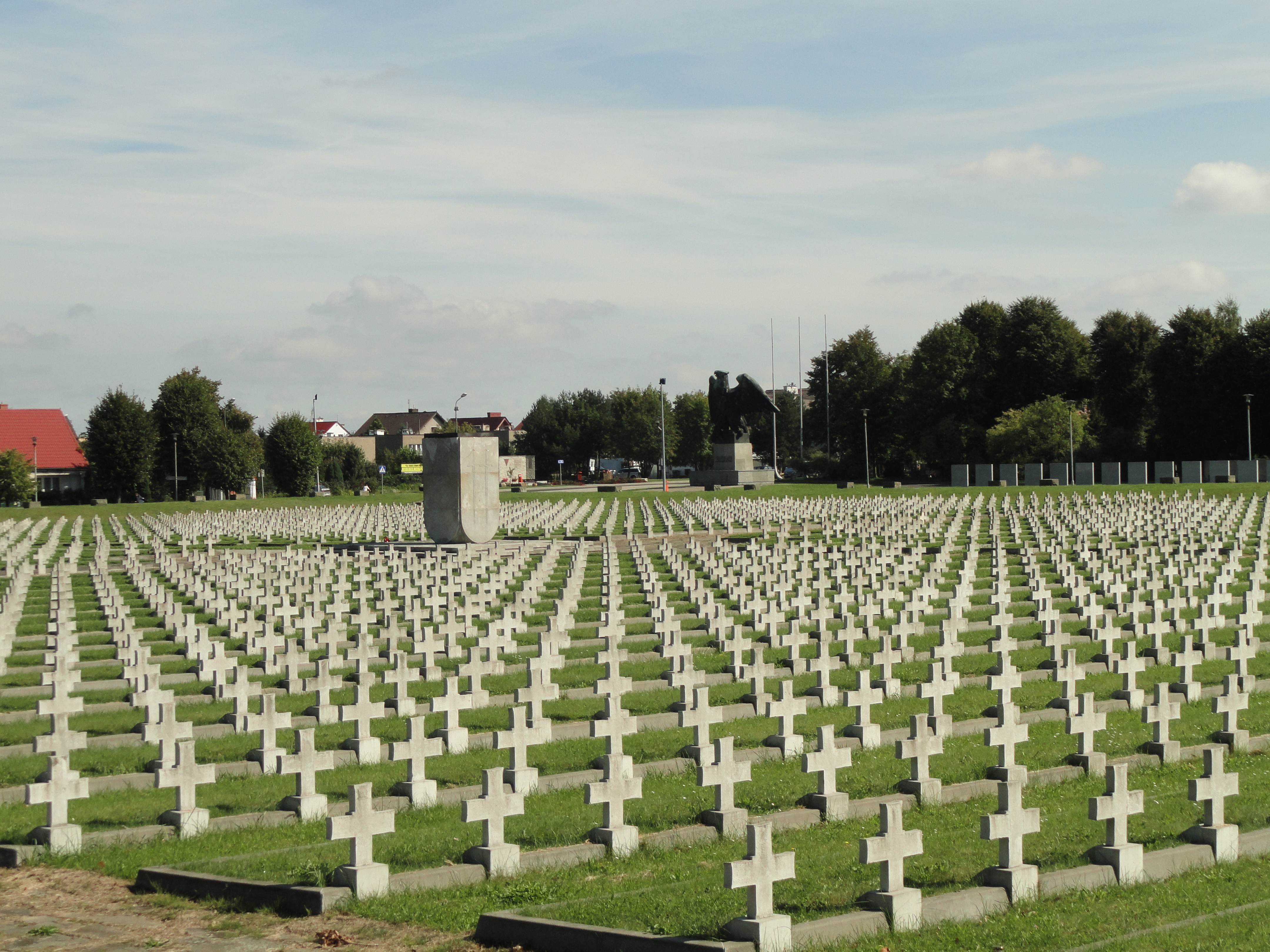
Cmentarz żołnierzy 2 Armii WP w Zgorzelcu. Spoczywają tam m.in. odnalezione szczątki ofiar masakry w Horce

Dramatyczny przebieg miał także odwrót pozostałych jednostek 9 DP. Wycofywała się ona na wschód w trzech pułkowych kolumnach. Podczas przebijania się głównej kolumny przez niemieckie pozycje w „dolinie śmierci” pod Kuckau poległo blisko tysiąc polskich żołnierzy, a drugie tyle trafiło do niewoli. W tej ostatniej grupie znalazł się ciężko ranny dowódca dywizji płk Aleksander Łaski. Bez większego szwanku z okrążenia wyrwał się tylko 28 pp, którego dowódca obrał inną trasę odwrotu. W wyniku poniesionych strat 9 DP przejściowo straciła zdolność bojową.
Masakra w Horce nie była jedyną zbrodnią, której ofiarą padli żołnierze 2 Armii WP wzięci do niewoli podczas walk na Łużycach. W pierwszych dniach maja 1945 roku w lesie między Jerchwitz a Stiftswiese (według innego źródła – w lesie pod Förstgen) znaleziono zwłoki dowódcy 5 DP gen. Aleksandra Waszkiewicza, którego Niemcy wzięli do niewoli i po torturach zamordowali. Zabito także wielu innych jeńców z 5 DP i 16 BPanc; m.in. pod Klitten odnaleziono po bitwie zmasakrowane zwłoki 14 żołnierzy 5 DP wziętych do niewoli podczas walk pod Tauer. W Großröhrsdorf zamordowano 23 ciężko rannych z punktu medycznego 26 pp 9 DP. W Guttau 22 kwietnia Niemcy celowo podpalili szkołę, w której mieścił się polski punkt sanitarny. Zginęło 24 żołnierzy, w tym lekarz i cztery pielęgniarki. Z rąk Niemców i ich ukraińskich kolaborantów zginęła także pewna liczba żołnierzy 9 DP, których wzięto do niewoli pod Kuckau. Zbrodnie na jeńcach przypisywano w szczególności Dywizji Grenadierów Pancernych „Brandenburg”. W konsekwencji żołnierzy tej jednostki Polacy zazwyczaj nie brali do niewoli.
8 maja 1945 roku członkowie polskiej komisji wojskowej, powołanej na rozkaz szefa sztabu 2 Armii WP gen. Iosifa Sankowskiego, zbadali miejsce masakry w Horce. Udało się wtedy odnaleźć dwa zbiorowe groby i jedną niewielką mogiłę. Ekshumowano 44 ofiary, z których 19 udało się zidentyfikować. Większość odnalezionych zwłok nosiła ślady pobicia, a nawet brutalnych tortur (m.in. wykłute oczy lub brak genitaliów). Po zakończeniu prac komisji wszystkie zwłoki pogrzebano w dwóch nowo wykopanych mogiłach. W późniejszym czasie zostały przeniesione na cmentarz żołnierzy 2 Armii WP w Zgorzelcu. Jest prawdopodobne, że zwłoki wielu ofiar nadal spoczywają w nieoznakowanych mogiłach w lesie pod Horką.
Sprawcy zbrodni pozostali nieosądzeni.

## Upamiętnienie

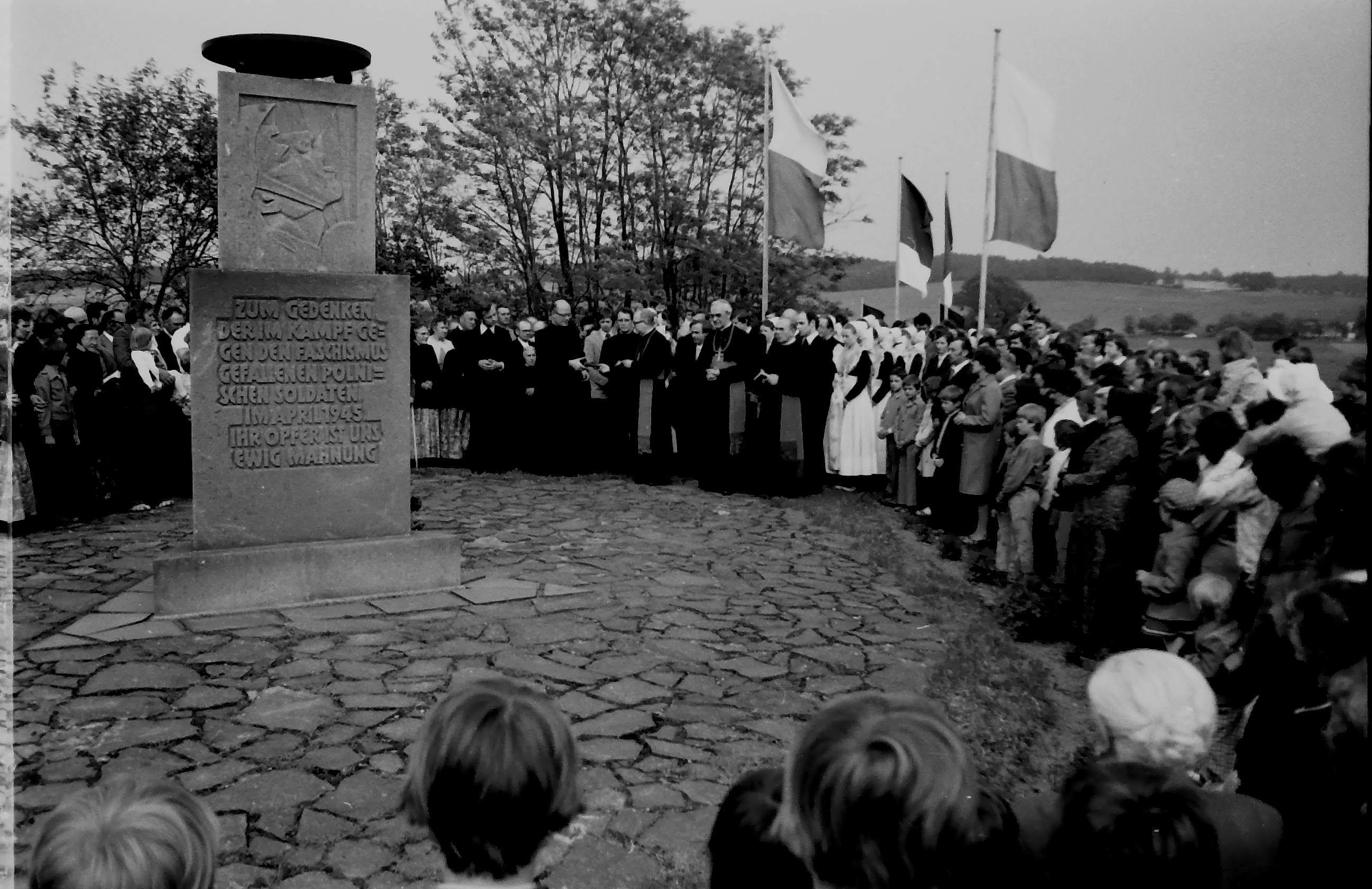
Uroczystości pod pomnikiem w Crostwitz, rok 1977

14 października 1967 roku na wzgórzu Fulksberg niepodal Crostwitz odsłonięto pomnik dłuta Curta Tauscha. Został on zbudowany z czerwonego porfiru. Na jego ścianach widnieją płaskorzeźby przestawiające matkę, umierającego żołnierza oraz błogosławiącą dłoń, a na szczycie – misa ofiarna. Widnieje na nim także inskrypcja w językach polskim, niemieckim i serbołużyckim:.

Cześć pamięci poległym w walce przeciwko faszyzmowi w kwietniu 1945 roku żołnierzom polskim. Ich ofiara jest dla nas wiecznym ostrzeżeniem.

7 czerwca 1980 roku na tym samym wzgórzu, nieopodal pomnika z 1967 roku, odsłonięto 6-metrowy pomnik-mauzoleum projektu Johannesa Peschela. Symbolizuje on skrzydło wznoszącego się do lotu orła, na którym umieszczono znak wojskowego orzełka oraz datę 28.4.1945.
Oba pomniki upamiętniają poległych żołnierzy 2 Armii WP, w tym zwłaszcza żołnierzy 9 DP poległych w „dolinie śmierci” pod Kuckau oraz zamordowanych w Horce.
W 2015 roku Kresowe Towarzystwo Turystyczno-Krajoznawcze im. Orląt Lwowskich ufundowało i przekazało mieszkańcom Horki tablicę upamiętniającą ofiary masakry dokonanej 26 kwietnia 1945 roku. Została ona wmurowana w fundament kapliczki, która znajduje się w centralnej części wsi. Na tablicy widnieje inskrypcja w językach polskim, niemieckim i serbołużyckim:

Wolność krzyżami się mierzy…
Pamięci 300 rannych i bezbronnych Polskich Żołnierzy zamordowanych w Horce w dniach 25–28 kwietnia 1945 roku – za Ofiarę życia dla Pokoju i Wolności hołd składają Rodacy.
KTTK Żary – Żagań – Horka 28 kwietnia 2015 roku.